# حساسیت اقلیم

نمودار عواملی که حساسیت به آب و هوا را تعیین می‌کنند. پس از افزایش سطح CO_{2}، گرم شدن اولیه ایجاد می‌شود. این گرم شدن با اثر اساسی بازخورد تقویت می‌شود. بازخوردهای خود-تقویت‌کننده شامل ذوب شدن یخِ بازتابگر نور خورشید، و تبخیر بیشتر باعث افزایش متوسط بخار آب جوی (یک گاز گلخانه‌ای) است.

حساسیت اقلیم (انگلیسی: Climate sensitivity) اندازه‌گیری میزان سرد یا گرم شدن آب و هوای زمین پس از تغییر در سیستم آب و هوا است، به عنوان مثال، آن چقدر برای دو برابر شدن غلظت دی‌اکسید کربن (CO2) گرم خواهد شد. از نظر فنی، حساسیت به آب و هوا میانگین تغییر در دمای سطح زمین در پاسخ به تغییرات اجبار تابشی، اختلاف بین انرژی ورودی و خروجی زمین است. حساسیت به آب و هوا یک معیار اصلی در اقلیم‌شناسی است، و یک مرکز تمرکز برای دانشمندان اقلیم است، که می‌خواهند عواقب نهایی تغییرات اقلیمی انسانی را درک کنند.
سطح زمین در نتیجهٔ مستقیم افزایش CO۲ در جَو، و همچنین افزایش غلظت سایر گازهای گلخانه‌ای مانند نیتروز اکسید و متان گرم می‌شود. افزایش دما تاثیرهای ثانویه‌ای بر سیستم آب و هوایی دارد، مانند افزایش بخار آب جوی، که خود نیز یک گاز گلخانه‌ای است. از آنجا که دانشمندان دقیقاً نمی‌دانند که این بازخوردهای اقلیمی چقدر قوی هستند، پیش‌بینی دقیق میزان گرمایش حاصل از افزایش مشخص غلظت گازهای گلخانه‌ای دشوار است.

## پیشینه
ضروری است که نرخ میان انرژی تابش خورشید که به زمین می‌رسد با آن مقدار انرژی که زمین را به صورت تابش گرما به سوی فضا ترک می‌کند نرخی متعادل داشته باشد، در غیر این صورت مقدار کل انرژی گرمایی در کرهٔ زمین در آن زمان کاهش یا افزایش می‌یابد و در نتیجه زمین سیاره‌ای گرمتر یا خنک تر می‌شود. به‌طور کلی، عدم تعادل بین میزان انرژی تابشی ورودی و خروجی را اجبار تابشی می‌نامند. یک سیارهٔ گرمتر گرما را سریع‌تر به فضا تابش می‌کند، بنابراین در نهایت با دمای بالاتر سیاره تعادل جدیدی حاصل می‌شود. با این حال، گرم شدن کرهٔ زمین تأثیرهای نابرابری نیز دارد. این اثرهای ضربه‌ای باعث ایجاد گرم شدن بیشتر، در یک حلقه بازخورد شدیدتر می‌شود. حساسیت به آب و هوا اندازه‌گیری میزان تغییر دما در یک مقدار مشخص اجبار تابشی است.

## اجبار تابشی
اجبار تابشی به طور کلی به عنوان نبودن تعادل بین تابش ورودی و تابش خروجی در بخش بالای تروپوپاز جو تعریف می‌شود. این تابش اجباری بر حسب وات بر متر مربع (W / m2) اندازه‌گیری می‌شود که میانگین نبودن تعادل انرژی در ثانیه برای هر متر مربع سطح زمین است.
تغییرات اجباری تابشی منجر به تغییرات طولانی مدت در دمای کره زمین می‌شود. فاکتورهایی هستند که می‌توانند بر اجبار تابشی تأثیر بگذارند: افزایش تابش جریان نزولی به دلیل اثر گلخانه‌ای، تنوع در تابش خورشیدی به دلیل تغییر در مدار سیاره، تغییر در تابش خورشیدی، تأثیرات مستقیم و غیرمستقیم ناشی از ذرات معلق در هوا (به عنوان مثال تغییرات در آلبدو به دلیل پوشش ابر) و تغییر در استفاده از زمین (به عنوان مثال جنگل‌زدایی یا از بین رفتن پوشش یخ بازتابنده). در تحقیقات معاصر، اجبار تابشی توسط گازهای گلخانه‌ای به خوبی محسوس و قابل درک بوده است. از سال ۲۰۱۹، عدم قطعیت‌های زیادی برای تأثیر هواپخش‌ها وجود دارد.